# 牧岡鉄弥
牧岡 鉄弥（まきおか てつや、安政元年12月18日（1855年2月4日） - 大正8年（1919年）6月20日）は、明治時代に活躍した日本聖公会の司祭

## 生涯

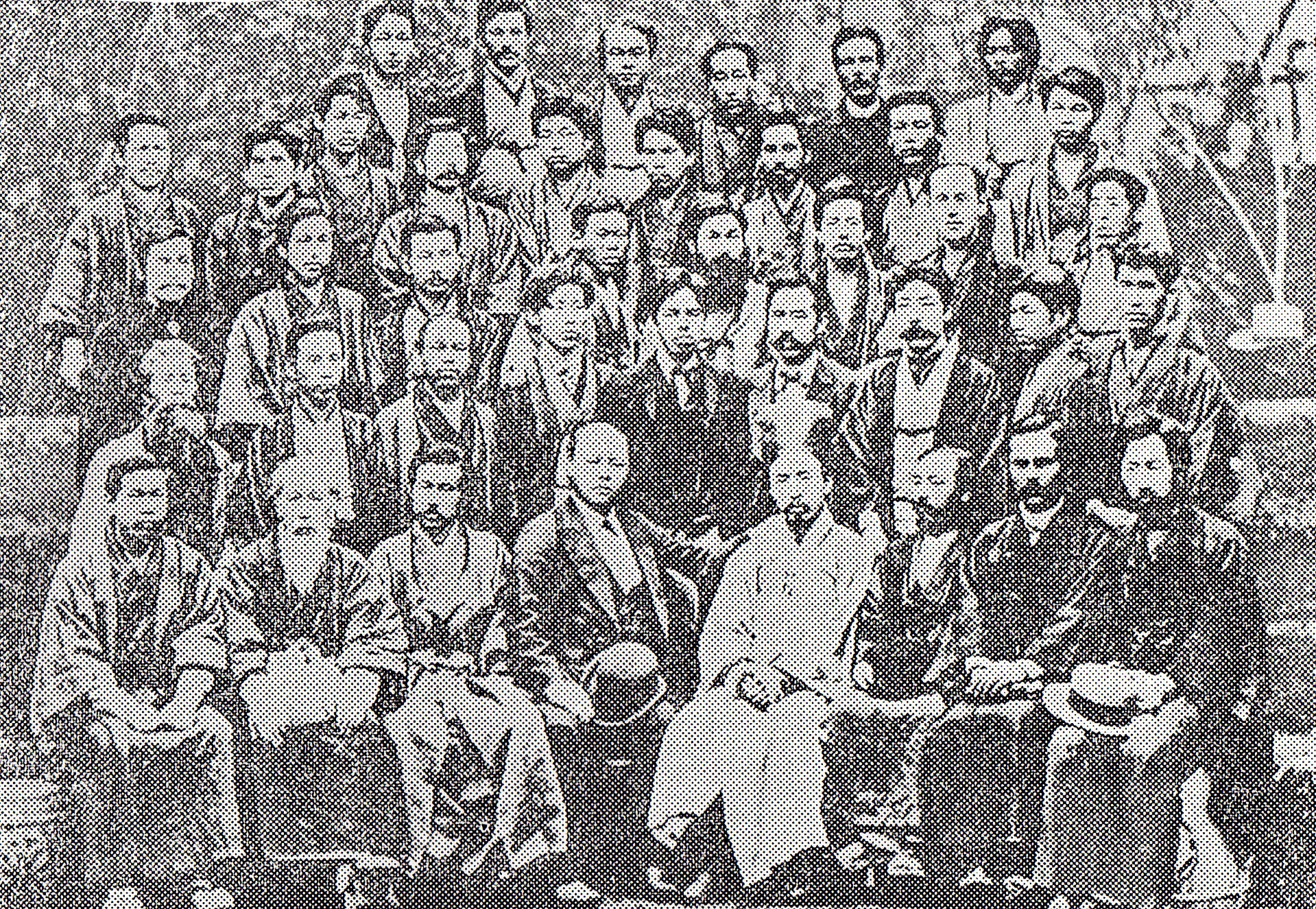
1883年第三回全国基督信徒大親睦会の幹部の記念写真、牧岡は前から2列目の左から3人目

越後国与板で長岡藩の支藩与板藩の武術指南の家に生まれる。その後、牧岡家へ養子になる。1876年(明治9年)に新潟で伝道していたP・K・ファイソンから洗礼を受ける。洗礼を受けたのち、献身を決意して、ファイソンの経営してた貧民学校の仕事を手伝う。
1883年(明治16年)に上京して、東京府銀座1丁目にある大英聖書会社(イギリス聖書協会)の管理をしながら、築地聖パウロ教会を担当する。上京して間もない5月には第三回全国基督教信徒大親睦会に幹部として参加する。
1883年より築地聖パウロ教会は牧岡を仮牧師として自給を行う日本最初の自給教会になる。その後、牧岡は徳島、大阪、中国地方で牧会をする。
1890年(明治23年)3月2日には執事に、1891年(明治24年)12月20日に司祭の按手礼を受ける。晩年は、名古屋に住み中部地区の元老として活躍する。
1911年(明治44年)1月1日に中部地方郡が成立したときは創立委員長として活動する。名古屋では「伝道の鬼」と言われた。